# Batalla del Trocadero
La batalla del Fort del Trocadero és un fet d'armes que data del 31 d'agost de 1823 consagrant la victòria d'un grup expedicionari francès sobre els revolucionaris liberals espanyols a Cadis a Espanya. Aquesta batalla va restablir l'autoritat del monarca absolut Ferran VII.

## Origen
A l'abdicació de Napoleó el 1815, els Borbons van pujar als trons de França i d'Espanya. En aquest darrer estat, Ferran VII accepta a contracor una Constitució liberal. Però en secret, demana ajuda a la Santa Aliança (Rússia, Àustria, Prússia i Anglaterra) per contrarestar els liberals de l'Assemblea de les Corts. El gener de 1822, el coronel Rafael del Riego encapçala una revolta i el rei és pres a Cadis, a Andalusia. Per abatre aquesta revolució que ha aconseguit el control de bona part de l'estat, la Santa Aliança autoritza França a intervenir durant el congrés de Verona (octubre de 1822).

## La batalla del Trocadero
L'abril de 1823, un grup expedicionari, a les ordres del duc d'Angoulême, nebot de Lluís XVIII, travessa els Pirineus, s'apodera de Madrid i després marxa sobre Cadis. El 31 d'agost de 1823 les forces revolucionàries són derrotades intentant defensar dos forts a una dotzena de quilòmetres de Cadis. El fort del Trocadero, que defensa el port, és pres amb marea baixa, pels soldats francesos armats de baionetes que es llencen a l'aigua, el que es considera com el fet més gloriós d'aquesta batalla.

## Conseqüències
El rei d'Espanya és alliberat i restaura l'absolutisme amb una brutal repressió. El duc d'Angoulême és aclamat a París. Chateaubriand, ambaixador a Espanya i membre del grup expedicionari, va declarar a les seves Mémoires d'outre-tombe: «Salvar d'un pas les Espanyes, aconseguir-ho allà on Bonaparte havia fracassat, triomfar sobre aquesta mateixa terra on les armes de l'home fantàstic havien tingut revessos, fer en sis mesos el que no havia pogut fer en set anys, ha estat un veritable prodigi»